# Umut Güneş
Umut Güneş (Albstadt, 16 marzo 2000) è un calciatore tedesco naturalizzato turco, centrocampista dell'İstanbul Başakşehir.

## Carriera

### Club
Cresciuto nel settore giovanile dello Stoccarda, nella stagione 2018-2019 viene aggregato alla seconda squadra con cui gioca 4 incontri in Regionalliga; nel 2019 viene ceduto a titolo definitivo all'Alanyaspor con cui debutta fra i professionisti il 29 ottobre in occasione dell'incontro di Türkiye Kupası vinto 3-0 contro l'İnegölspor.

### Nazionale
Ha giocato nelle nazionali giovanili turche Under-17, Under-19, Under-20 ed Under-21.

## Statistiche

### Presenze e reti nei club
Statistiche aggiornate al 21 febbraio 2025.
| Stagione           | Squadra             | Campionato         | Campionato | Campionato | Coppe nazionali | Coppe nazionali | Coppe nazionali | Coppe continentali | Coppe continentali | Coppe continentali | Altre coppe | Altre coppe | Altre coppe | Totale | Totale | Totale |
| Stagione           | Squadra             | Comp               | Pres       | Reti       | Comp            | Pres            | Reti            | Comp               | Pres               | Reti               | Comp        | Pres        | Reti        | Pres   | Reti   |        |
| ------------------ | ------------------- | ------------------ | ---------- | ---------- | --------------- | --------------- | --------------- | ------------------ | ------------------ | ------------------ | ----------- | ----------- | ----------- | ------ | ------ | ------ |
| 2018-2019          | Stoccarda II        | RL                 | 4          | 0          |                 | -               | -               |                    | -                  | -                  |             | -           | -           | 4      | 0      |        |
| 2019-2020          | Alanyaspor          | SL                 | 3          | 0          | CT              | 4               | 1               |                    | -                  | -                  |             | -           | -           | 7      | 1      |        |
| 2020-2021          | Alanyaspor          | SL                 | 16         | 0          | CT              | 3               | 1               |                    | -                  | -                  |             | -           | -           | 19     | 1      |        |
| 2021-2022          | Alanyaspor          | SL                 | 33         | 2          | CT              | 3               | 0               |                    | -                  | -                  |             | -           | -           | 36     | 2      |        |
| 2022-2023          | Alanyaspor          | SL                 | 27         | 2          | CT              | 3               | 0               |                    | -                  | -                  |             | -           | -           | 30     | 2      |        |
| ago. 2024          | Alanyaspor          | SL                 | 3          | 0          | CT              | 0               | 0               |                    | -                  | -                  |             | -           | -           | 3      | 0      |        |
| Totale Alanyaspor  | Totale Alanyaspor   | Totale Alanyaspor  | 82         | 4          |                 | 13              | 2               |                    | -                  | -                  |             | -           | -           | 95     | 6      |        |
| 2023-2024          | Trabzonspor         | SL                 | 22         | 0          | CT              | 7               | 0               |                    | -                  | -                  |             | -           | -           | 29     | 0      |        |
| 2024-feb. 2025     | Trabzonspor         | SL                 | 10         | 0          | CT              | 2               | 0               | UEL+UECL           | 2+1                | 0                  |             | -           | -           | 15     | 0      |        |
| Totale Trabzonspor | Totale Trabzonspor  | Totale Trabzonspor | 32         | 0          |                 | 9               | 0               |                    | 3                  | 0                  |             | -           | -           | 44     | 0      |        |
| feb.-giu. 2025     | İstanbul Başakşehir | SL                 | 1          | 0          | CT              | 0               | 0               |                    | -                  | -                  |             | -           | -           | 1      | 0      |        |
| Totale carriera    | Totale carriera     | Totale carriera    | 119        | 4          |                 | 22              | 2               |                    | 3                  | 0                  |             | -           | -           | 144    | 6      |        |